# 3 نساء (فلم)
3 نساء، هو فيلم مصري من إنتاج عام 1968، من بطولة صلاح ذو الفقار، ومن تأليف إحسان عبد القدوس. الفيلم يحكي ثلاث قصص منفصلة عن ثلاث نساء، قام بأدوار الثلاث نساء، ميرفت أمين وهدي سلطان وصباح.

## القصة الأولى: هناء

### الأحداث
هناء (ميرفت أمين) مضيفة جوية تحب عادل (صلاح ذو الفقار) المهندس المعماري ولكنها تلتقي بسامي (سمير شمص) الطيار اللبناني وتقع أيضا في حبه ويتقدم لها الاثنان للزواج منها في وقت واحد ولكنها تقف حائرة لا تعرف بمن ترتبط ومن تختار تنتهي القصة وهي لم تحسم الاختيار.

### طاقم التمثيل
- صلاح ذو الفقار: (عادل)
- ميرفت أمين: (هناء)
- سمير شمص: (سامي)
- عبد المنعم إبراهيم: (عبد الحميد زهدي)
- رجاء الجداوي: (زميلة هناء)
- نادية سيف النصر: (زميلة هناء)
- علية عبد المنعم: (والدة هناء)
- عاطف مكرم: (عادل أخو هناء)

### فريق العمل
- إخراج: محمود ذو الفقار
- سيناريو وحوار: محمد أبو يوسف
- مدير التصوير: وحيد فريد

## القصة الثانية: توحيدة

### الأحداث
توحيدة أرملة جميلة (هدى سلطان) تحب يوسف (شكري سرحان) الموظف بالمجلس الحسبي والتي تترد عليه لإنهاء إجراءات معاشها. ولكنه لا يعيرها اهتماما لأنه متزوج ولديه أبناء. فتلجأ لأحد الدجالين من أجل عمل أحجيه كي يتعلق بها ويحبها. ولكنهم كانوا نصابين يقومون باستنزاف أموالها ويتم القبض عليهم. ويذهب إليها يوسف وتعتقد أنه قادم للزواج منها ولكنه يصارحها بأنه يطلب منها قرض لعلاج زوجته المريضة فتنهار آمالها وتتحطم بعد كل ما فعلته من أجله.

### طاقم التمثيل
- هدى سلطان: (توحيدة)
- شكري سرحان: (يوسف)
- محمد رضا: (المعلم جاد)
- توفيق الدقن: (المشعوذ)
- ملك الجمل: (نبوية - والدة توحيدة)
- علية عبد المنعم: (زوجة يوسف)
- الضيف أحمد: (مساعد المشعوذ)
- سمير غانم: (أحد المشعوذين)
- جورج سيدهم: (أحد المشعوذين)

### فريق العمل
- إخراج: صلاح أبو سيف
- سيناريو وحوار: محمد مصطفى سامي
- مدير التصوير: علي حسن

### الأغنية
- آه يا ست سفينه يا عوامة (الزار)

غناء هدى سلطان

تأليف حسين السيد، ألحان سيد مكاوي

## القصة الثالثة: شمس

### الأحداث
مطربة في كباريهات لبنان تقع في حب فتحي ويقيم معها علاقة ولكنه يعيش في حيرة بسبب مجالستها للزبائن ويشعر بالغيرة فيذهب لها في الكبارية لتجلس معه كأي زبون رغم تحذيرها له بأنها تحبه لشخصه وليس لأمواله. ولكنها تعامله كزبون وتتركه وترحل كما هي عادتها مع زبائن المحل وتقرر الابتعاد عنه لأنه لم يفهم ولم يقدر حبها.

### طاقم التمثيل
- صباح: (شمس)
- أحمد رمزي: (فتحي)

### فريق العمل
- إخراج: هنري بركات
- سيناريو وحوار: محمد أبو يوسف
- مدير التصوير: إبراهيم شامات

### الأغنية
- حبيبي اللي رماني

غناء صباح

تأليف وألحان الأخوان رحباني

## فريق العمل
- تأليف: إحسان عبد القدوس
- إنتاج: رمسيس نجيب
- توزيع: المؤسسة المصرية العامة للسينما
- مونتاج: حسين عفيفي
- موسيقى تصويرية: فؤاد الظاهري

## وصلات خارجية
- مقالات تستعمل روابط فنية بلا صلة مع ويكي بيانات

- صفحة الفيلم في قاعدة بيانات الأفلام العربية